# Khu tự trị Samdech Euv

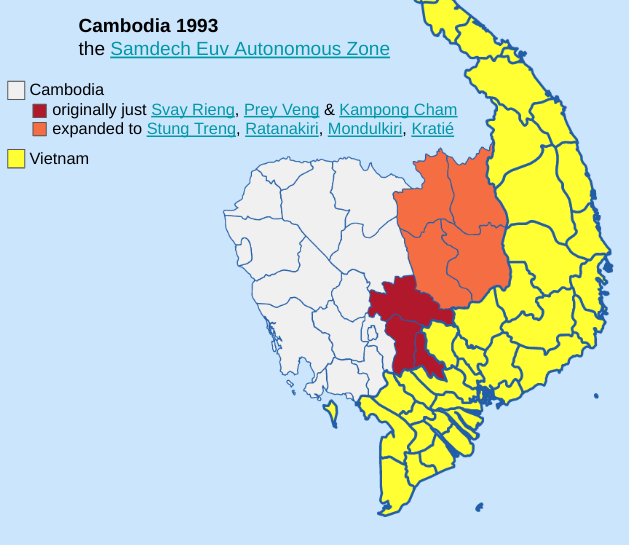
Khu tự trị Samdech Euv ở Campuchia năm 1993

Khu tự trị Samdech Euv là một thực thể ly khai tồn tại trong thời gian ngắn ở bảy tỉnh miền đông Campuchia từ ngày 10 tháng 6 năm 1993 đến ngày 15 tháng 6 năm 1993. Khu vực này được Norodom Chakrapong thuộc Đảng Nhân dân Campuchia công bố như một phản ứng trước chiến thắng của FUNCINPEC trong cuộc tổng tuyển cử ở Campuchia năm 1993.
Khu vực này ban đầu chỉ bao gồm ba tỉnh Svay Rieng, Prey Veng và Kampong Cham trước khi được mở rộng để gộp thêm mấy tỉnh Stung Treng, Ratanakiri, Mondulkiri và Kratié.